# Lauri Lepistö
Lauri Lepistö (* 19. September 1996) ist ein finnischer Skilangläufer.

## Werdegang
Lepistö, der für den Kouvolan Hiihtoseura startet, nahm von 2012 bis 2016 an Juniorenrennen teil. Beim Europäischen Olympischen Winter-Jugendfestival 2013 in Predeal belegte er den 25. Platz im Sprint, den 14. Rang über 10 km Freistil und den 12. Platz über 7,5 km klassisch. Im Dezember 2013 lief er in Vuokatti sein erstes Rennen im Scandinavian-Cup, das er auf dem 156. Platz über 15 km klassisch beendete. Bei den Nordischen Junioren-Skiweltmeisterschaften 2015 in Almaty kam er auf den 27. Platz über 10 km Freistil, auf den neunten Rang im Sprint und auf den vierten Platz mit der Staffel. Im Februar 2016 wurde er in Vörå finnischer Juniorenmeister über 15 km klassisch. Bei den Nordischen Junioren-Skiweltmeisterschaften 2016 in Râșnov holte er die Bronzemedaille über 10 km klassisch. Zudem kam er dort auf den 53. Platz über 15 km Freistil, auf den 18. Rang im Sprint und auf den vierten Platz mit der Staffel. Sein Debüt im Skilanglauf-Weltcup hatte er im November 2016 in Ruka, das er auf dem 83. Platz über 15 km klassisch beendete. Bei den U23-Weltmeisterschaften 2017 in Soldier Hollow errang er den 41. Platz über 15 km Freistil und den 26. Platz im Sprint und im folgenden Jahr bei den U23-Weltmeisterschaften in Goms den 21. Platz über 15 km klassisch. Im Januar 2019 holte er in Otepää mit dem 30. Platz im Sprint seinen ersten Weltcuppunkt.
Nach Platz 48 beim Ruka Triple zu Beginn der Saison 2020/21, belegte Lepistö bei der Tour de Ski 2021 den 50. Platz und bei den nordischen Skiweltmeisterschaften in Oberstdorf den 52. Platz im Skiathlon und den 36. Rang im 50-km-Massenstartrennen.